# Юта (округ, Юта)
Шаблон:StateAbbr_ 40°07′ пн. ш. 111°40′ зх. д. / 40.12° пн. ш. 111.67° зх. д.
Округ Юта (англ. Utah County) — округ (графство) у штаті Юта, США. Ідентифікатор округу 49049.

## Історія
Округ утворений 1852 року.

## Демографія
За даними перепису 2000 року загальне населення округу становило 368536 осіб, зокрема міського населення було 346214, а сільського — 22322. Серед мешканців округу чоловіків було 182657, а жінок — 185879. В окрузі було 99937 домогосподарств, 80738 родин, які мешкали в 104315 будинках. Середній розмір родини становив 3,86.
Віковий розподіл населення поданий у таблиці:
| Стать    | До 15 років | 15-21 | 22-29 | 30-39 | 40-49 | 50-65 | 65-85 | Понад 85 |
| -------- | ----------- | ----- | ----- | ----- | ----- | ----- | ----- | -------- |
| Чоловіки | 54278       | 27409 | 36425 | 22141 | 17291 | 14867 | 9258  | 988      |
| Жінки    | 51361       | 35502 | 31039 | 21301 | 17503 | 15916 | 11360 | 1897     |

## Суміжні округи
- Солт-Лейк  — північ
- Восач  — північний схід
- Дюшен — південний схід
- Карбон — південний схід
- Санпіт  — південь
- Джуеб  — південний захід
- Туела  — захід

## Виноски
1. ↑  US Decennial Census. US Census Bureau. Процитовано 30 грудня 2013.
2. ↑  Historical Census Browser. University of Virginia Library. Архів оригіналу за 11 серпня 2012. Процитовано 30 грудня 2013.
3. ↑  Population of Counties by Decennial Census: 1900 to 1990. US Census Bureau. Процитовано 30 грудня 2013.
4. ↑  Census 2000 PHC-T-4. Ranking Tables for Counties: 1990 and 2000 (PDF). US Census Bureau. Процитовано 30 грудня 2013.
5. ↑  State & County QuickFacts. Бюро перепису населення США. Архів оригіналу за 22 липня 2011. Процитовано 30 грудня 2013. [Архівовано 2011-08-31 у Wayback Machine.](англ.) Наведено за англійською вікіпедією.
6. ↑  American FactFinder. Бюро перепису населення США. Архів оригіналу за 26 лютого 2012. Процитовано 31 січня 2008. [Архівовано 2008-05-21 у Wayback Machine.]

| США | Це незавершена стаття з географії США. Ви можете допомогти проєкту, виправивши або дописавши її. |